# Gregory Burks
Gregory Antwoine Burks (* 28. April 1980 in Flint (Michigan)) ist ein ehemaliger US-amerikanischer Basketballspieler.

## Werdegang
Burks spielte als Jugendlicher in seinem Heimatland Basketball an der Flint Northern High School. Er war dann von 1998 bis 2003 Student und Basketballspieler an der Prairie View A&M University. 2012 wurde er in die Ruhmeshalle der Leistungssportabteilung der Hochschule aufgenommen.
Er begann seine Laufbahn im Berufsbasketball beim deutschen Regionalligisten SV MBC Halle. Die Mannschaft trat nach dem Rückzug des Mitteldeutschen BC aus dem Profibereich in Zusammenarbeit mit dem SV Halle in der 1. Regionalliga Nord an. Burks gewann mit der Mannschaft 2005 den Meistertitel dieser Spielklasse und war mit 20,9 Punkten je Begegnung der beste Korbschütze des SV MBC Halle. Er wurde der Liebling der Anhängerschaft der Mannschaft.
Im Spieljahr 2005/06 stand Burks zunächst beim Zweitligisten Erdgas Baskets Jena unter Vertrag. Die Zusammenarbeit war bis Dezember 2005 vereinbart worden. Im Dezember 2005 kehrte er zum Mitteldeutschen BC zurück, der mittlerweile wieder unter seinem Stammnamen antrat und nach dem Aufstieg der Vorsaison zum Teilnehmerfeld der 2. Bundesliga gehörte.
Nachdem Burks die Saison 2006/07 in seinem Heimatland verbracht hatte, holte ihn im Sommer 2007 sein Landsmann Robert Shepherd zu den Düsseldorf Magics in die neugebildete 2. Bundesliga ProA. Anfang Dezember 2007 trennten sich Burks und die Düsseldorfer. Der US-Amerikaner blieb in Deutschland und spielte in den folgenden Monaten für den USC Leipzig, mit dem er den Meistertitel in der 2. Regionalliga gewann.
Anfang Oktober 2008 nahm der Mitteldeutsche BC den Spielmacher abermals unter Vertrag. Für den MBC bestritt Burks im weiteren Verlauf der Saison 2008/09 dann noch einmal 13 Einsätze in der 2. Bundesliga ProA.
2011 trat er in seiner Heimatstadt an der Flint Southwestern Academy das Amt des Assistenztrainers der Basketballschulmannschaft an. 2014 wurde er Cheftrainer an der Powers Catholic High School, die Schule liegt ebenfalls in Flint. 2021 gab Burks dieses Amt ab, um sich völlig seinem Hauptberuf als Vermögensberater zu widmen.